# Amazap III d'Ibérie
Amazap III d'Ibérie (en géorgien : ამაზასპ III, latinisé en Amazaspus) est un anti-roi d'Ibérie entre vers 260 et 265 apr. J.-C.

## Biographie
Ce roi n'est pas connu des sources géorgiennes ; d'après son nom, il devait être un prétendant, membre réel ou supposé, de la dynastie artaxiade. Il semble d'après Cyrille Toumanoff qu'il ait été opposé à l'Arsacide Mihrdat II par les Sassanides qui ont pris le pouvoir en Perse et en Arménie après y avoir écarté cette même dynastie.
En effet, dans la grande inscription du roi Shapur Ier de Naqsh-e Rostam, près de Stakhr, ancienne Persépolis et centre sacré de la dynastie sassanide, il est mentionné comme « Amazasp, roi de Géorgie » après les autres rois vassaux : Ardachir d'Adiabène, Ardachir de Carmanie, Dênak, reine de Mésène et « créature de Shapur »… et avant les officiers royaux  « Parmi ceux qui se trouvent sous notre autorité ».